# Fantaisie et fugue en do mineur
Fugue inachevée
La Fantaisie et fugue en do mineur, BWV 562 est une pièce relativement courte écrite pour l'orgue par Jean-Sébastien Bach. Bach a commencé la composition pendant son séjour à Weimar, et une fugue inachevée, probablement de Bach, a été ajoutée plus tardivement. La pièce présente une harmonie lourdement chargée d'appoggiatures.

## Composition
En 1708, Bach est nommé par Guillaume-Ernest de Saxe-Weimar, duc de Saxe-Weimar, comme organiste et membre de l'orchestre de la cour ; il est particulièrement encouragé à déployer ses talents à l'orgue. Au cours de son mandat à Weimar, sa renommée en tant qu'organiste grandit et de nombreux étudiants en orgue lui rendent visite pour l'entendre jouer et apprendre de sa technique. Le compositeur écrit également plusieurs de ses plus grandes œuvres pour orgue au cours de la période, notamment la Toccata et fugue en ré mineur et la Toccata et fugue en mi majeur. La Fantaisie et fugue en ut mineur est commencée pendant cette période, en tant que fantaisie dans la tonalité du titre. La fugue est ajoutée en 1745, probablement par Bach, mais peut-être par l'un de ses élèves ou fils. Cette pièce est l'une des rares de Bach comportant une période considérable entre la composition de ses sections.

## Analyse
La pièce entière dure environ six minutes et comprend une fantaisie de 81 mesures et une fugue inachevée, dont 27 mesures sont écrites.
La fantaisie a une structure et une sonorité très imposantes, dont la sensation est créée par le thème génératif à une mesure de la pièce. Ce thème passe entre les cinq voix contrapuntiques de l'orgue, avec des mouvements occasionnels vers de nouvelles idées ; le thème est énoncé également à la basse. Une caractéristique intéressante du thème est qu'il contient de nombreuses appoggiatures, qui confèrent à la pièce une sensation de légèreté virtuose ; les harmonies contiennent surtout beaucoup de ces procédés. La parenté avec le Gloria du Livre d'orgue de Nicolas de Grigny a été notée depuis longtemps, puisque Bach l'a recopié entièrement à une époque où le compositeur s'intéressait à la musique française, et en effet l'influence est manifeste, notamment dans l'énoncé en notes ornées (appoggiatures, mordants, trilles) et en notes pointées. Cependant la forme générale est plutôt calquée sur le ricercare allemand à cinq voix.
Le plan ne se dégage pas facilement en raison de l'imbrication des motifs, mais on peut trouver : une double exposition (mesure 1–23), composée de quatre entrée sur la pédale de tonique, puis cinq sur la pédale de dominante. Un épisode central (mesures 23–59). La troisième partie qui fait la part belle au pédalier (mesure 59–71). Enfin, la conclusion (mesures 71–81) fondée sur une pédale de tonique, où s’animent des guirlandes de doubles croches.
La fugue est écrite en 
 et utilise un simple rythme de croches. Son sujet est l'exact reversement des six premières notes de la Passacaille BWV 582. Elle se termine brusquement au milieu de la 27e mesure après l'exposition des cinq voix et le commencement d'un passage en strette. À proprement parler il ne s'agit pas d'inachèvement, puisque l'écriture semble très accomplie : ce n'est pas une esquisse, mais peut-être une œuvre dont la copie a été avortée ou dont les autres feuillets n'ont pas survécu.

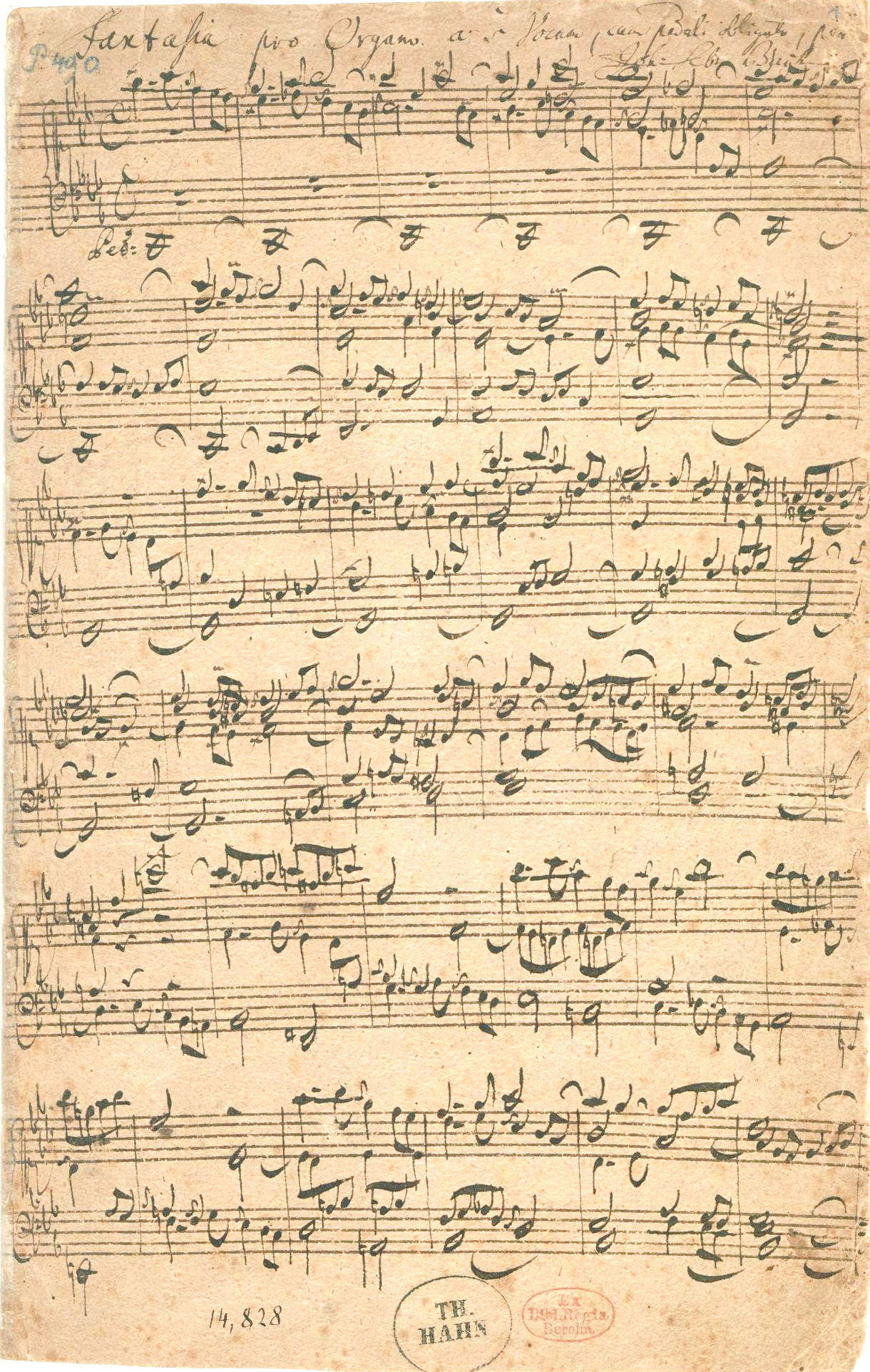
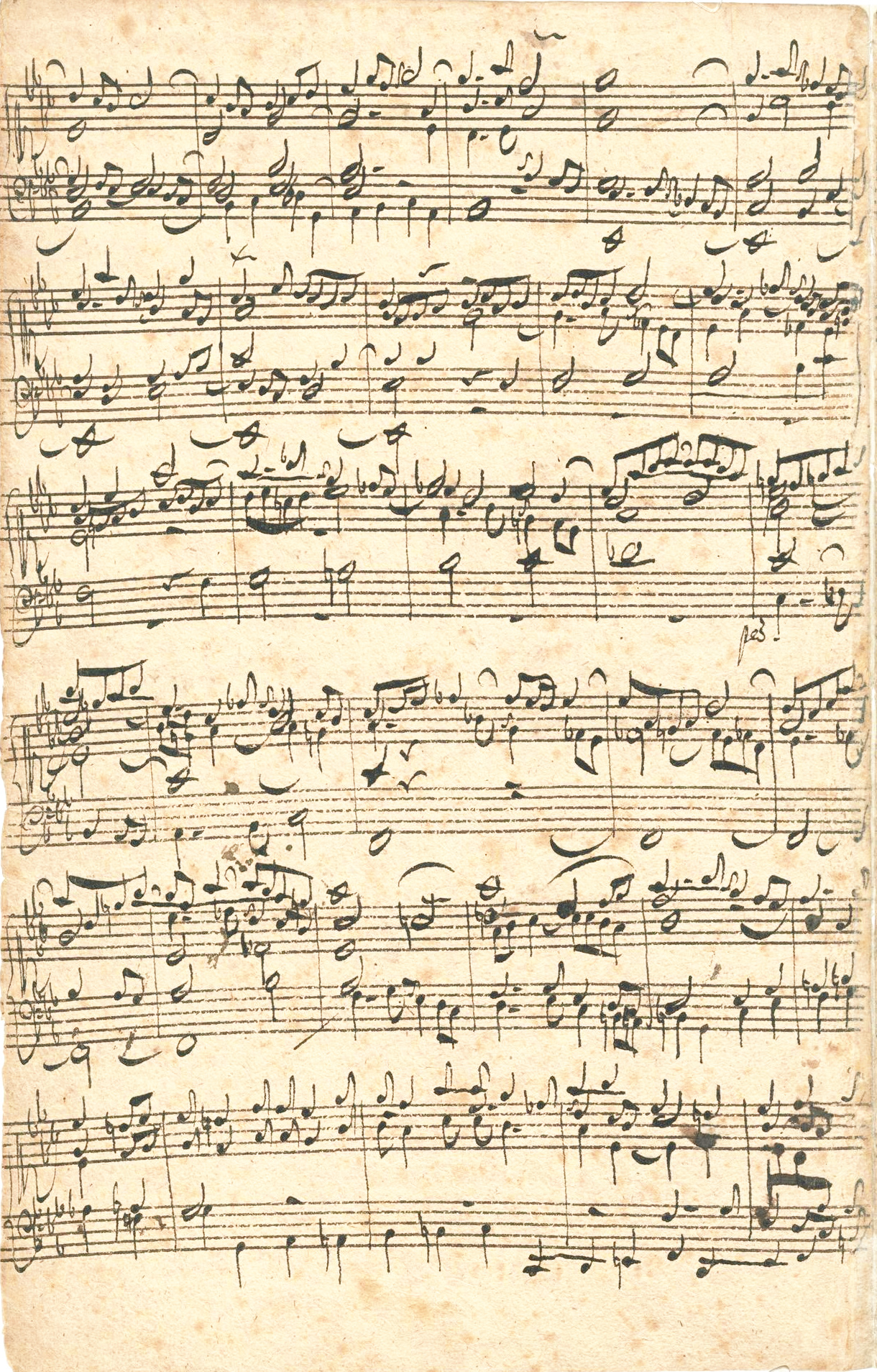
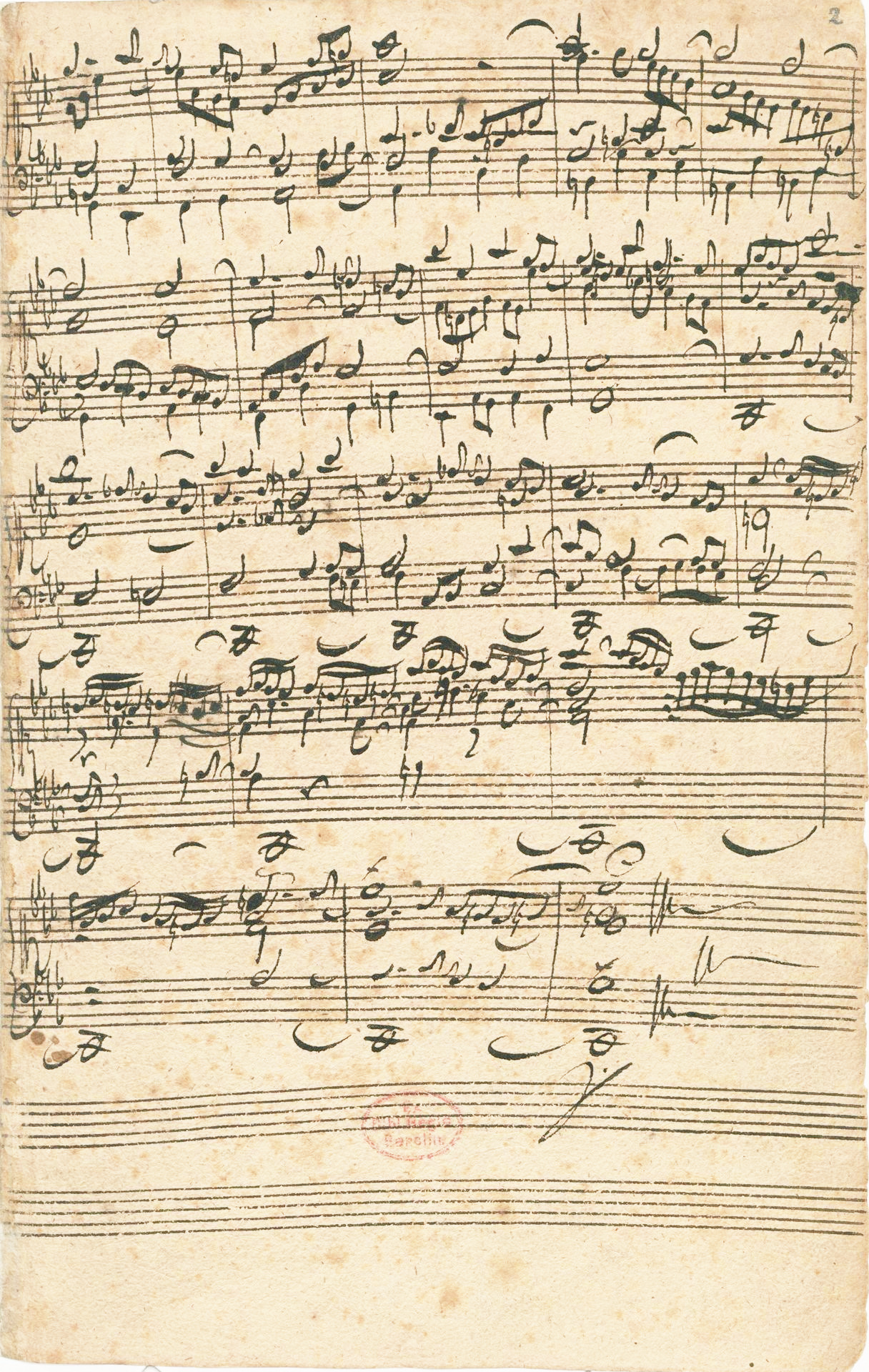
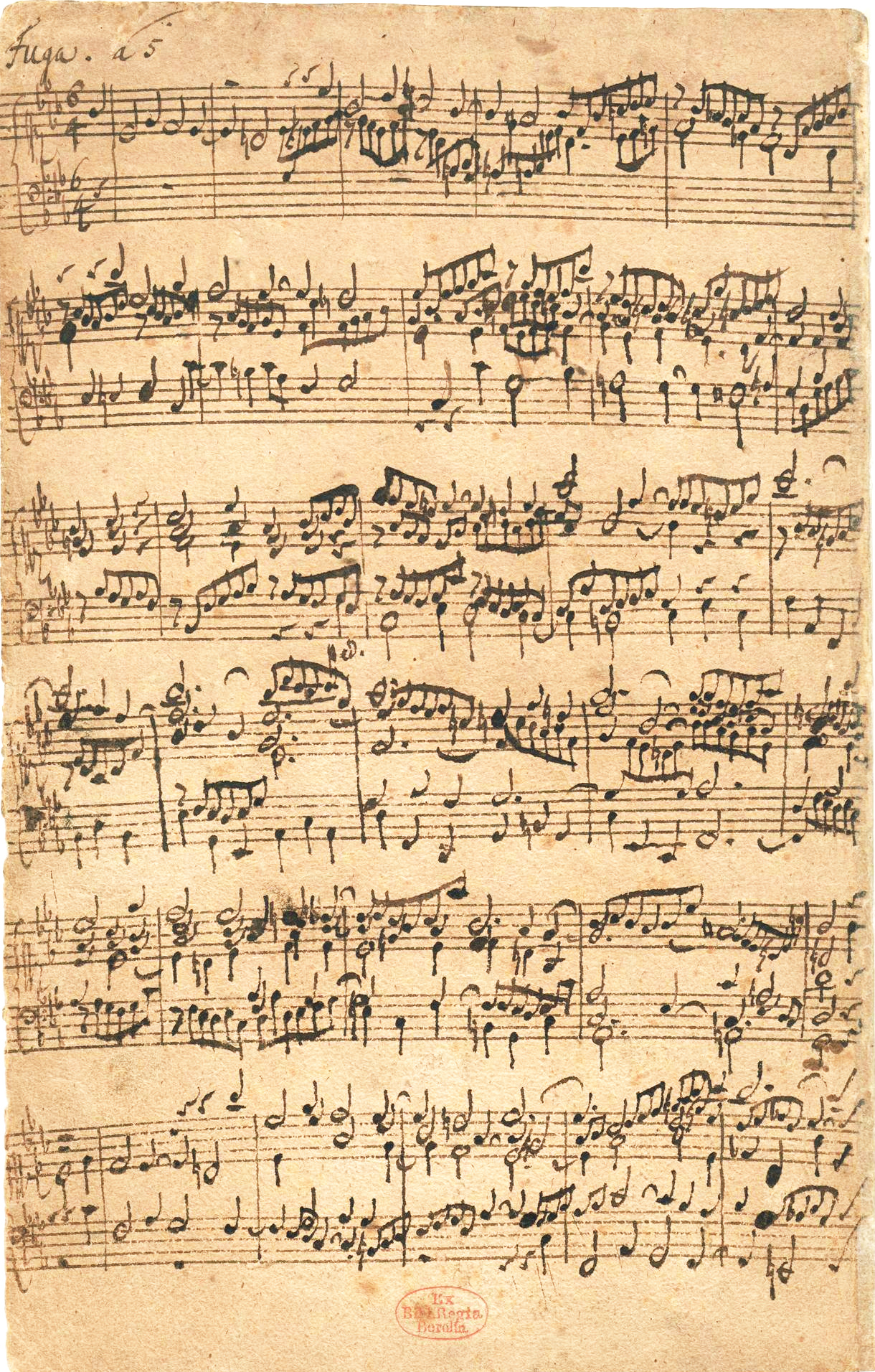